# نعلبند (تشايبارة)
نعلبند (بالفارسية: نعل بند) هي قرية تقع في قسم بسطام الريفي (مقاطعة تشايبارة) في إيران. يقدر عدد سكانها بـ 195 نسمة بحسب إحصاء 2016.